# Overproduktion
Overproduktion betegner i økonomien det overskud af varer, som i markedets udbud ikke mødes af forbrugeres efterspørgsel. Dette leder til lavere priser og usolgte varer. Usolgte varer ender ofte med at blive smidt ud, da producenten ikke kan afsætte dem som vare, og samtidigt ikke vil give dem væk gratis, da dette ville sænke efterspørgslen yderligere. Nogle personer forsøger at afhjælpe overproduktionen direkte, ved at tage de usolgte varer og udnytte deres værdi, hvilket også kaldes skraldning.